# Звід пам′яток історії та культури України: Полтавська область, Новосанжарський район
Звід пам'яток історії та культури України: Полтавська область. Новосанжарський район — видання у серії публікацій «Звід пам'яток історії та культури України: Полтавська область», про багатство культурно-історичної спадщини, а також про природоохоронні об'єкти, що знаходяться на території Новосанжарського району Полтавської області.
| № пп | Населений пункт                                              | Назва об'єкту | Тип 1       | Тип 2     | Тип 3       |
| ---- | ------------------------------------------------------------ | --- | ----------- | --------- | ----------- |
| 1    | Нові Санжари смт                                             | Парк відпочинку (парк "Перемога" - ботанічна пам’ятка природи місцевого значення (природа)                                                                                  | природа     |           |             |
| 2    | Нові Санжари смт                                             | Новосанжарський ландшафтний заказник місцевого значення (природа) | природа     |           |             |
| 3    | Нові Санжари смт                                             | Городище - роменська культура (IX-Х ст.). Київська Русь (XI—XII ст.) (арх.)                                                                                                 | археологія  |           |             |
| 4    | Нові Санжари смт                                             | Поселення - неоліт (V тис. до н. е.), черняхівська культура (III - V ст. н. е.) (арх.)                                                                                      | археологія  |           |             |
| 5    | Нові Санжари смт                                             | Поселення - неоліт (кінець IV - поч. III тис. до н. е.), доба бронзи, ранній залізний вік (арх.)                                                                            | археологія  |           |             |
| 6    | Нові Санжари смт                                             | Поселення - енеоліт, доба бронзи (арх.) | археологія  |           |             |
| 7    | Нові Санжари смт                                             | Поселення - доба бронзи та чорноліської культури (арх.) | археологія  |           |             |
| 8    | Нові Санжари смт                                             | Поселення, сарматський час (арх.) | археологія  |           |             |
| 9    | Нові Санжари смт                                             | Місцезнаходження - бронзовий вік, пеньківська культура (V - VII ст. н. е.) (арх.)                                                                                           | археологія  |           |             |
| 10   | Нові Санжари смт                                             | Місцезнаходження - неоліт, доба бронзи (арх.) | археологія  |           |             |
| 11   | Нові Санжари смт                                             | Курганний могильник - скіфський час, майдан - пізнє середньовіччя (арх.) | археологія  |           | курган      |
| 12   | Нові Санжари смт                                             | Курган (арх.) | археологія  |           | курган      |
| 13   | Нові Санжари смт                                             | Пам’ятник Т. Г. Шевченку (іст.) | історія     |           | Шевченко    |
| 14   | Нові Санжари смт, Леніна вул., кладовище                     | Братська могила борців за радянську владу (іст.) | історія     |           | (1918-1921) |
| 15   | Нові Санжари смт, Перемоги парк                              | Пам’ятник землякам (іст.) | історія     |           | (1941-1945) |
| 16   | Нові Санжари смт, кладовище біля профілакторію "Антей”       | Братська могила радянських воїнів, пам’ятник землякам (іст.) | історія     |           | (1941-1945) |
| 17   | Нові Санжари смт, Леніна вул., кладовище                     | Братська могила радянських воїнів (іст.) | історія     |           | (1941-1945) |
| 18   | Нові Санжари смт, Піонерська вул.                            | Пам’ятник українським козакам (іст.) | історія     |           | козаки      |
| 19   | Нові Санжари смт, Жовтнева вул.                              | Пам’ятний знак на честь 200-річчя Полтавської битви (іст.) | історія     |           | (1700-1721) |
| 20   | Нові Санжари смт                                             | Пам’ятний знак жертвам Голодомору 1932-1933 рр. (іст.) | історія     |           | (1932-1933) |
| 21   | Нові Санжари смт, на розі Жовтневої вул. і Вернадського вул. | Пам’ятний знак на честь новосанжарців - учасників ліквідації аварії на ЧАЕС (іст.)                                                                                          | історія     |           | ЧАЕС        |
| 22   | Нові Санжари смт, Жовтнева вул.                              | Пам’ятник учасникам бойових дій в Афганістані (іст.) | історія     |           |             |
| 23   | Нові Санжари смт                                             | Пам’ятник В. І. Леніну (мист.) | мистецтво   |           | ленін       |
| 24   | Нові Санжари смт                                             | Пам’ятник О. В. Коваленку (мист.) | історія     |           |             |
| 25   | Нові Санжари смт, стадіон                                    | Меморіальна дошка І. О. Джалому (іст.) | історія     |           |             |
| 26   | Нові Санжари смт, Леніна вул., кладовище                     | Могила І. О. Верховського (іст.) | історія     |           | могила      |
| 27   | Нові Санжари смт, кладовище                                  | Могила М. Г. В’ялика (іст.) | історія     |           | могила      |
| 28   | Нові Санжари смт, кладовище                                  | Могила С. Й. Добржанського (іст.) | історія     |           | могила      |
| 29   | Нові Санжари смт, кладовище                                  | Могила Я. Т. Кухаренка (іст.) | історія     |           | могила      |
| 30   | Нові Санжари смт, кладовище                                  | Могила І. М. П’ятенка (іст.) | історія     |           | могила      |
| 31   | Нові Санжари смт, кладовище                                  | Могила П. Є. Стефанова (іст.) | історія     |           | могила      |
| 32   | Андріївка с.                                                 | Курганна група (арх.) | археологія  |           | курган      |
| 33   | Андріївка с.                                                 | Курган (арх.) | археологія  |           | курган      |
| 34   | Андріївка с.                                                 | Пам’ятник В. І. Леніну (мист.) | мистецтво   |           | ленін       |
| 35   | Андріївка с.                                                 | Пам’ятник землякам (іст.) | історія     |           | (1941-1945) |
| 36   | Бабенки с.                                                   | Курганна група 1 (арх.) | археологія  |           | курган      |
| 37   | Бабенки с.                                                   | Курганна група 2 (арх.) | археологія  |           | курган      |
| 38   | Балівка с.                                                   | Поселення 1 - неоліт, доба бронзи, скіфський час (арх.) | археологія  |           |             |
| 39   | Балівка с.                                                   | Поселення 2 - неоліт, енеоліт (арх.) | археологія  |           |             |
| 40   | Балівка с.                                                   | Поселення 3 - доба пізньої бронзи, XVII - XVIII ст. (арх.) | археологія  |           |             |
| 41   | Балівка с.                                                   | Поселення 4 - доба пізньої бронзи, XVIII - XIX ст. (арх.) | археологія  |           |             |
| 42   | Балівка с.                                                   | Поселення 5 - доба середньої бронзи, ранній залізний вік, VIII - XI ст. (арх.)                                                                                              | археологія  |           |             |
| 43   | Балівка с.                                                   | Поселення 6 - доба бронзи, скіфський час (арх.) | археологія  |           |             |
| 44   | Бечеве с.                                                    | Група курганів (арх.) | археологія  |           | курган      |
| 45   | Богданівка с.                                                | Курганна група 1 (арх.) | археологія  |           | курган      |
| 46   | Богданівка с.                                                | Курганна група 2 (арх.) | археологія  |           | курган      |
| 47   | Богданівка с.                                                | Курган 1 (арх.) | археологія  |           | курган      |
| 48   | Богданівка с.                                                | Курган 2 (арх.) | археологія  |           | курган      |
| 49   | Богданівка с.                                                | Братська могила радянських воїнів, пам’ятник землякам (іст.) | історія     |           | (1941-1945) |
| 50   | Богданівка с.                                                | Пам’ятник О. Я. Пархоменку | історія     |           |             |
| 51   | Бойківка с.                                                  | Поселення - неоліт, доба середньої й пізньої бронзи, скіфський і ранньослов’янський час (арх.)                                                                              | археологія  |           |             |
| 52   | Бондури с.                                                   | Селище 1 - слов’янський час (1 -а чверть І тис. н. е.) (арх.) | археологія  |           |             |
| 53   | Бондури с.                                                   | Селище 2 - слов’янський час (1 -а чверть І тис. н. е.) (арх.) | археологія  |           |             |
| 54   | Бондури с.                                                   | Селище 3 - слов’янський час (1 -а чверть І тис. н. е.) (арх.) | археологія  |           |             |
| 55   | Бондури с.                                                   | Селище 4 - слов’янський час (1 -а чверть І тис. н. е.) (арх.) | археологія  |           |             |
| 56   | Бондури с.                                                   | Селище 5 - слов’янський час (1 -а чверть І тис. н. е.) (арх.) | археологія  |           |             |
| 57   | Бондури с.                                                   | Селище 6 - слов’янський час (1 -а чверть І тис. н. е.) (арх.) | археологія  |           |             |
| 58   | Бондури с.                                                   | Селище 7 - слов’янський час (1 -а чверть І тис. н. е.), черняхівська культура (III -V ст. н. е.) (арх.)                                                                     | археологія  |           |             |
| 59   | Бондури с.                                                   | Група курганів (арх.) | археологія  |           | курган      |
| 60   | Бурти с.                                                     | Курганна група (арх.) | археологія  |           | курган      |
| 61   | Бурти с.                                                     | Курган (арх.) | археологія  |           | курган      |
| 62   | Бурти с.                                                     | Братська могила радянських воїнів (іст.) | історія     |           | (1941-1945) |
| 63   | Варварівка с.                                                | Курганна група 1 (арх.) | археологія  |           | курган      |
| 64   | Варварівка с.                                                | Курганна група 2 (арх.) | археологія  |           | курган      |
| 65   | Варварівка с.                                                | Курганна група 3 (арх.) | археологія  |           | курган      |
| 66   | Варварівка с.                                                | Братська могила радянських воїнів, пам’ятник землякам (іст.) | історія     |           | (1941-1945) |
| 67   | Варварівка с.                                                | Могила радянського воїна В. Д. Козлова (іст.) | історія     |           | (1941-1945) |
| 68   | Варварівка с.                                                | Могила полковника російської армії І. Ф. Дігтярьова (іст.) | історія     |           | могила      |
| 69   | Велике Болото с.                                             | Група курганів (арх.) | археологія  |           | курган      |
| 70   | Велике Болото с.                                             | Курганна група (арх.) | археологія  |           | курган      |
| 71   | Велике Болото с.                                             | Курган (арх.) | археологія  |           | курган      |
| 72   | Велике Болото с.                                             | Майдан - пізнє середньовіччя (арх.) | археологія  |           | майдан      |
| 73   | Велике Болото с.                                             | Пам’ятник землякам (іст.) | історія     |           | (1941-1945) |
| 74   | Велике Болото с.                                             | Пам’ятник жертвам ГЬлодомору 1932 - 1933 рр. (іст.) | історія     |           | (1932-1933) |
| 75   | Великий Кобелячок с.                                         | Курган (арх.) | археологія  |           | курган      |
| 76   | Великий Кобелячок с.                                         | Пам’ятник землякам, братська могила радянських воїнів (іст.) | історія     |           | (1941-1945) |
| 77   | Великий Кобелячок с.                                         | Пам’ятний знак Д. В. Єщенку (іст.) | історія     |           |             |
| 78   | Великі Солонці с.                                            | Петропавлівська церква, 1889 р. (іст.) | історія     |           | церква      |
| 79   | Великі Солонці с.                                            | Курганна група 1 (арх.) | археологія  |           | курган      |
| 80   | Великі Солонці с.                                            | Курганна група 2 (арх.) | археологія  |           | курган      |
| 81   | Великі Солонці с.                                            | Курган (арх.) | археологія  |           | курган      |
| 82   | Великі Солонці с.                                            | Меморіальний комплекс - пам’ятник землякам, пам’ятний знак жертвам Голодомору 1932 -1933 рр. (іст.)                                                                         | історія     |           | (1932-1933) |
| 83   | Великі Солонці с.                                            | Братська могила радянських воїнів (іст.) | історія     |           | (1941-1945) |
| 84   | Веселка с.                                                   | Група курганів (арх.) | археологія  |           | курган      |
| 85   | Веселка с.                                                   | Пам’ятник землякам (іст.) | історія     |           | (1941-1945) |
| 86   | Веселка с.                                                   | Могила радянського воїна (іст.) | історія     |           | (1941-1945) |
| 87   | Вісичі с.                                                    | Поселення 1 - черняхівська культура (арх.) | археологія  |           |             |
| 88   | Вісичі с.                                                    | Поселення 2 - черняхівська культура (арх.) | археологія  |           |             |
| 89   | Вісичі с.                                                    | Поселення 3 - слов’янський час (1 -а чверть І тис. н. е.) (арх.) | археологія  |           |             |
| 90   | Вісичі с.                                                    | Поселення 4 - черняхівська культура (арх.) | археологія  |           |             |
| 91   | Вісичі с.                                                    | Поселення 5 - слов’янський час (1 -а чверть І тис. н. е.) (арх.) | археологія  |           |             |
| 92   | Вісичі с.                                                    | Поселення 6 - черняхівська культура (арх.) | археологія  |           |             |
| 93   | Вісичі с.                                                    | Курган (арх.) | археологія  |           | курган      |
| 94   | Галущина Гребля с.                                           | Курганна група 1 (арх.) | археологія  |           | курган      |
| 95   | Галущина Гребля с.                                           | Курганна група 2 (арх.) | археологія  |           | курган      |
| 96   | Галущина Гребля с.                                           | Група курганів (арх.) | археологія  |           | курган      |
| 97   | Галущина Гребля с.                                           | Пам’ятник землякам (іст.) | історія     |           | (1941-1945) |
| 98   | Галущина Гребля с.                                           | Пам’ятник Я. М. Свердлову (мист.) | історія     | мистецтво |             |
| 99   | Ганжі с.                                                     | Селище 1 - скіфський час (VI ст. до н. е.), черняхівська культура (III - V ст. н. е.) (арх.)                                                                                | археологія  |           |             |
| 100  | Ганжі с.                                                     | Селище 2 - скіфський час (арх.) | археологія  |           |             |
| 101  | Ганжі с.                                                     | Селище - пеньківська культура, черняхівська культура (2-а - 3-я чверті І тис. н. е.) (арх.)                                                                                 | археологія  |           |             |
| 102  | Ганжі с.                                                     | Курган (арх.) | археологія  |           | курган      |
| 103  | Горобці с.                                                   | Курган, майдан - пізнє середньовіччя (арх.) | археологія  |           | курган      |
| 104  | Горобці с.                                                   | Братська могила радянських воїнів, пам’ятник землякам (іст.) | історія     |           | (1941-1945) |
| 105  | Грекопавлівка с.                                             | Поселення - доба пізньої бронзи (XII - VIII ст. до н. е.), черняхівська культура (II - V ст. н. е.) (арх.)                                                                  | археологія  |           |             |
| 106  | Грекопавлівка с.                                             | Група курганів 1 (арх.) | археологія  |           | курган      |
| 107  | Грекопавлівка с.                                             | Група курганів 2 (арх.) | археологія  |           | курган      |
| 108  | Грекопавлівка с.                                             | Група курганів 3, майдан - пізнє середньовіччя (арх.) | археологія  |           | курган      |
| 109  | Грекопавлівка с.                                             | Курган 1 (арх.) | археологія  |           | курган      |
| 110  | Грекопавлівка с.                                             | Курган 2 (арх.) | археологія  |           | курган      |
| 111  | Грекопавлівка с.                                             | Курган 3 (арх.) | археологія  |           | курган      |
| 112  | Грекопавлівка с.                                             | Курган 4 (арх.) | археологія  |           | курган      |
| 113  | Губарівка с.                                                 | Група курганів 1 (арх.) | археологія  |           | курган      |
| 114  | Губарівка с.                                                 | Група курганів 2 (арх.) | археологія  |           | курган      |
| 115  | Губарівка с.                                                 | Курган 1 (арх.) | археологія  |           | курган      |
| 116  | Губарівка с.                                                 | Курган 2 (арх.) | археологія  |           | курган      |
| 117  | Губарівка с.                                                 | Курган 3 (арх.) | археологія  |           | курган      |
| 118  | Губарівка с.                                                 | Пам’ятник землякам (іст.) | історія     |           | (1941-1945) |
| 119  | Губарівка с.                                                 | Могили радянських воїнів (2) (іст.) | історія     |           | (1941-1945) |
| 120  | Губарівка с.                                                 | Могили жертв Голодомору 1932 - 1933 рр. (іст.) | історія     |           | (1932-1933) |
| 121  | Губарівка с.                                                 | Могили жертв Голодомору 1932 - 1933 рр. (іст.) | історія     |           | (1932-1933) |
| 122  | Давидівка с.                                                 | Група курганів (арх.) | археологія  |           | курган      |
| 123  | Давидівка с.                                                 | Курган 1 (арх.) | археологія  |           | курган      |
| 124  | Давидівка с.                                                 | Курган 2 (арх.) | археологія  |           | курган      |
| 125  | Давидівка с.                                                 | Курган 3 (арх.) | археологія  |           | курган      |
| 126  | Довга Пустош с.                                              | Курганна група (арх.) | археологія  |           | курган      |
| 127  | Довга Пустош с.                                              | Курганна група, майдан - пізнє середньовіччя (арх.) | археологія  |           | курган      |
| 128  | Довга Пустош с.                                              | Курган 1 (арх.) | археологія  |           | курган      |
| 129  | Довга Пустош с.                                              | Курган 2 (арх.) | археологія  |           | курган      |
| 130  | Довга Пустош с.                                              | Пам’ятник землякам, могила радянського воїна (іст.) | історія     |           | (1941-1945) |
| 131  | Драбинівка с.                                                | Група курганів (арх.) | археологія  |           | курган      |
| 132  | Драбинівка с.                                                | Курган 1 (арх.) | археологія  |           | курган      |
| 133  | Драбинівка с.                                                | Курган 2 (арх.) | археологія  |           | курган      |
| 134  | Драбинівка с.                                                | Пам’ятник землякам (іст.) | історія     |           | (1941-1945) |
| 135  | Драбинівка с.                                                | Братська могила радянських воїнів, пам’ятник землякам (іст.) | історія     |           | (1941-1945) |
| 136  | Драбинівка с.                                                | Пам’ятний знак на місці останнього бою Героя Радянського Союзу М. І. Колбасова (іст.)                                                                                       | історія     |           | (1941-1945) |
| 137  | Драбинівка с.                                                | Меморіальна дошка Герою Радянського Союзу В. А. Дігтярьову (іст.) | історія     |           |             |
| 138  | Драбинівка с.                                                | Пам’ятник С. М. Кірову (іст.) | історія     |           |             |
| 139  | Дубина с.                                                    | Поселення 1 - доба бронзи (XVIII - IX ст. до н. е.), ранній залізний вік (арх.)                                                                                             | археологія  |           |             |
| 140  | Дубина с.                                                    | Поселення 2 (середина - 3-я чверть І тис. н. е.) (арх.) | археологія  |           |             |
| 141  | Дубина с.                                                    | Пам’ятник землякам (іст.) | історія     |           | (1941-1945) |
| 142  | Дубина с.                                                    | Могила Ю. О. Лобача (іст.) | історія     |           | могила      |
| 143  | Дудкин Гай с.                                                | Іоанно-Предтеченська церква 1901 р. (іст.) | історія     |           | церква      |
| 144  | Дудкин Гай с.                                                | Курган (арх.) | археологія  |           | курган      |
| 145  | Дудкин Гай с.                                                | Пам’ятник землякам (іст.) | історія     |           | (1941-1945) |
| 146  | Дудкин Гай с.                                                | Могила жертв Голодомору 1932 - 1933 рр. (іст.) | історія     |           | (1932-1933) |
| 147  | Ємцева Долина с.                                             | Курган (арх.) | археологія  |           | курган      |
| 148  | Забрідай с.                                                  | Поселення 1 - доба бронзи (арх.) | археологія  |           |             |
| 149  | Забрідай с.                                                  | Поселення - пеньківська культура (VI - VIII ст.) (арх.) | археологія  |           |             |
| 150  | Забрідки с.                                                  | Курганна група 1 (арх.) | археологія  |           | курган      |
| 151  | Забрідай с.                                                  | Курганна група 2 (арх.) | археологія  |           | курган      |
| 152  | Забрідки с.                                                  | Пам’ятник воїнам-землякам (іст.) | історія     |           | (1941-1945) |
| 153  | Зачепилівка с.                                               | Зачепилівський ботанічний заказник місцевого значення (природа) | природа     |           |             |
| 154  | Зачепилівка с.                                               | Поселення 1 - неоліт (середина VI - IV тис. до н. е.), доба бронзи (поч. II - поч. І тис. до н. е.), скіфський час (VII - III ст. до н. е.) (арх.)                          | археологія  |           |             |
| 155  | Зачепилівка с.                                               | Поселення 2 - культура багатоваликової кераміки (XVII - XV ст. до н. е.), пеньківська культура (VI - VIII ст.) (арх.)                                                       | археологія  |           |             |
| 156  | Зачепилівка с.                                               | Поселення 3 - пеньківська культура (V - VIII ст. н. е.) (арх.) | археологія  |           |             |
| 157  | Зачепилівка с.                                               | Місцезнаходження 1 - культура багатоваликової кераміки (XVII -XV ст. до н. е.) (арх.)                                                                                       | археологія  |           |             |
| 158  | Зачепилівка с.                                               | Місцезнаходження 2 - бондарихинська культура (XII - VIII ст. до н. е.) (арх.)                                                                                               | археологія  |           |             |
| 159  | Зачепилівка с.                                               | Пам’ятник землякам (іст.) | історія     |           | (1941-1945) |
| 160  | Зачепилівка с.                                               | Пам’ятник землякам (іст.) | історія     |           | (1941-1945) |
| 161  | Зачепилівка с.                                               | Могили жертв Голодомору 1932 - 1933 рр. (іст.) | історія     |           | (1932-1933) |
| 162  | Зачепилівка с.                                               | Могила М. Н. Олійник (іст.) | історія     |           | могила      |
| 163  | Зачепилівка с.                                               | Могила учасника встановлення радянської влади П. С. П’ятенка (іст.) | історія     |           | (1918-1921) |
| 164  | Кальницьке с.                                                | Курган (арх.) | археологія  |           | курган      |
| 165  | Клюсівка с.                                                  | Тетянин гай - ентомологічний заказник місцевого значення (природа) | природа     |           |             |
| 166  | Клюсівка с.                                                  | Поселення - кінець V - поч. II тис. до н. е. (арх.) | археологія  |           |             |
| 167  | Клюсівка с.                                                  | Курганна група (арх.) | археологія  |           | курган      |
| 168  | Клюсівка с.                                                  | Пам’ятні знаки воїнам-десантникам та землякам (іст.) | історія     |           |             |
| 169  | Клюсівка с.                                                  | Пам’ятник землякам (іст.) | історія     |           | (1941-1945) |
| 170  | Клюсівка с.                                                  | Пам’ятник землякам (іст.) | історія     |           | (1941-1945) |
| 171  | Клюсівка с.                                                  | Могили жертв Голодомору (іст.) | історія     |           | (1932-1933) |
| 172  | Коби с.                                                      | Група курганів (арх.) | археологія  |           | курган      |
| 173  | Коби с.                                                      | Курган (арх.) | археологія  |           | курган      |
| 174  | Коби с.                                                      | Пам’ятник землякам (іст.) | історія     |           | (1941-1945) |
| 175  | Коби с.                                                      | Могили учасників громадянської війни та жертв фашизму (іст.) | історія     |           | (1941-1945) |
| 176  | Коби с.                                                      | Могила радянського воїна (іст.) | історія     |           | (1941-1945) |
| 177  | Козуби с.                                                    | Курган (арх.) | археологія  |           | курган      |
| 178  | Крута Балка с.                                               | Курган (арх.) | археологія  |           | курган      |
| 179  | Крута Балка с.                                               | Братська могила радянських воїнів, пам’ятник землякам (іст.) | історія     |           | (1941-1945) |
| 180  | Крута Балка с.                                               | Пам’ятник К. Марксу (іст.) | історія     |           |             |
| 181  | Крута Балка с.                                               | Пам’ятник В. І. Леніну (іст.) | історія     |           | ленін       |
| 182  | Кунцеве с.                                                   | Рудні піски - геологічна мінералого-петрографічна пам’ятка природи місцевого значення (природа)                                                                             | природа     |           |             |
| 183  | Кунцеве с.                                                   | Мазанка - загальнозоологічний заказник місцевого значення (природа) | природа     |           |             |
| 184  | Кунцеве с.                                                   | Поселення 1 - бондарихинська культура (XII - X ст. до н. е.), скіфський час (VII - V ст. до н. е.), пеньківська культура (VI - VII ст.), Київська Русь (XII ст.) (арх.)     | археологія  |           |             |
| 185  | Кунцеве с.                                                   | Поселення 2 - черняхівська культура (III - IV ст.), давньоруський час (XI -XIII ст.) (арх.)                                                                                 | археологія  |           |             |
| 186  | Кунцеве с.                                                   | Поселення - доба бронзи, слов’янський час, черняхівська культура (арх.) | археологія  |           |             |
| 187  | Кунцеве с.                                                   | Курган 1 (арх.) | археологія  |           | курган      |
| 188  | Кунцеве с.                                                   | Курган 2 (арх.) | археологія  |           | курган      |
| 189  | Кунцеве с.                                                   | Братська могила радянських воїнів, пам’ятник землякам (іст.) | історія     |           | (1941-1945) |
| 190  | Кунцеве с.                                                   | Пам’ятний знак жертвам Голодомору 1932-1933 pp. (іст.) | історія     |           | (1932-1933) |
| 191  | Кустолове с.                                                 | Поселення - черняхівська культура (II - IV ст.) (арх.) | археологія  |           |             |
| 192  | Кустолове с.                                                 | Група курганів (арх.) | археологія  |           | курган      |
| 193  | Кустолове с.                                                 | Курган 1 (арх.) | археологія  |           | курган      |
| 194  | Кустолове с.                                                 | Курган 2 (арх.) | археологія  |           | курган      |
| 195  | Кустолове с.                                                 | Майдан - пізнє середньовіччя (арх.) | археологія  |           | майдан      |
| 196  | Кустолове с.                                                 | Пам’ятник землякам (іст.) | історія     |           | (1941-1945) |
| 197  | Кустолове с.                                                 | Могили учасників установлення радянської влади (4) (іст.) | історія     |           | (1918-1921) |
| 198  | Кустолове с.                                                 | Братська могила радянських воїнів (іст.) | історія     |           | (1941-1945) |
| 199  | Лахни с.                                                     | Курган (арх.) | археологія  |           | курган      |
| 200  | Лелюхівка с.                                                 | Вовчі гори - ботанічна пам’ятка природи місцевого значення (природа) | природа     |           |             |
| 201  | Лелюхівка с.                                                 | Поселення - доба пізньої бронзи (арх.) | археологія  |           |             |
| 202  | Лелюхівка с.                                                 | Курганна група (арх.) | археологія  |           | курган      |
| 203  | Лелюхівка с.                                                 | Курган (арх.) | археологія  |           | курган      |
| 204  | Лелюхівка с.                                                 | Братська могила радянських воїнів, пам’ятник землякам (іст.) | історія     |           | (1941-1945) |
| 205  | Лелюхівка с.                                                 | Братська могила радянських воїнів (іст.) | історія     |           | (1941-1945) |
| 206  | Лелюхівка с.                                                 | Братська могила жертв фашизму (іст.) | історія     |           | (1941-1945) |
| 207  | Лівенське с.                                                 | Поселення - сурська культура (кін. VI - поч. IV тис. до н. е.). доба бронзи, зарубинецька культура (III ст. до н. е. - II ст. н. е.) (арх.)                                 | археологія  |           |             |
| 208  | Лівенське с.                                                 | Поселення - бондарихинська культура (XII - X ст. до н. е.), пеньківська культура (V - VII ст. н. е.) (арх.)                                                                 | археологія  |           |             |
| 209  | Лівенське с.                                                 | Ґрунтовий могильник - черняхівська культура (IV - V ст. н. е.); майдан - пізнє середньовіччя (арх.)                                                                         | археологія  |           | майдан      |
| 210  | Лівенське с.                                                 | Курганна група 1 (арх.) | археологія  |           | курган      |
| 211  | Лівенське с.                                                 | Курганна група 2 (арх.) | археологія  |           | курган      |
| 212  | Лівенське с.                                                 | Курганна група, майдан - пізнє середньовіччя (арх.) | археологія  |           | курган      |
| 213  | Лівенське с.                                                 | Група курганів (арх.) | археологія  |           | курган      |
| 214  | Лівенське с.                                                 | Група курганів, майдан - пізнє середньовіччя (арх.) | археологія  |           | курган      |
| 215  | Лівенське с.                                                 | Курган 1 (арх.) | археологія  |           | курган      |
| 216  | Лівенське с.                                                 | Курган 2 (арх.) | археологія  |           | курган      |
| 217  | Лівенське с.                                                 | Українська оборонна лінія - 30-ті рр. XVIII ст. (арх.) | археологія  |           | фортеця     |
| 218  | Лівенське с.                                                 | Пам’ятник землякам (іст.) | історія     |           | (1941-1945) |
| 219  | Лівенське с.                                                 | Могила радянського воїна Д. Д. Гсірбар (іст.) | історія     |           | (1941-1945) |
| 220  | Лівенське с.                                                 | Могила радянського воїна І. Г. Корягіна (іст.) | історія     |           | (1941-1945) |
| 221  | Лівенське с.                                                 | Братська могила партизанів і жертв фашизму (іст.) | історія     |           | (1941-1945) |
| 222  | Лівенське с.                                                 | Могила учасників громадянської війни (іст.) | історія     |           | (1918-1921) |
| 223  | Лівенське с.                                                 | Пам’ятний знак жертвам Голодомору 1932 - 1933 рр. (іст.) | історія     |           | (1932-1933) |
| 224  | Лівенське с.                                                 | Могили жертв Голодомору 1932 - 1933 рр. (іст.) | історія     |           | (1932-1933) |
| 225  | Лівенське с.                                                 | Приміщення земської школи (архітект.) | архітектура |           |             |
| 226  | Лисівка с.                                                   | Група курганів (арх.) | археологія  |           | курган      |
| 227  | Лисівка с.                                                   | Пам’ятник землякам (іст.) | історія     |           | (1941-1945) |
| 228  | Лисівка с.                                                   | Братська могила жертв Голодомору (іст.) | історія     |           | (1932-1933) |
| 229  | Лисівка с.                                                   | Могила Героя Соціалістичної Праці П. Ф. Бровка (іст.) | історія     |           | могила      |
| 230  | Лисівка с.                                                   | Могила Героя Соціалістичної Праці О. К. Бровко (іст.) | історія     |           | могила      |
| 231  | Лисівка с.                                                   | Могила Героя Соціалістичної Праці М. М. Демченко (іст.) | історія     |           | могила      |
| 232  | Лисівка с.                                                   | Могила Героя Соціалістичной Праці І. 3. Крупки (іст.) | історія     |           | могила      |
| 233  | Лисівка с.                                                   | Могила повного кавалера ордена Слави І. Ф. Козки (іст.) | історія     |           | могила      |
| 234  | Мала Перещепина с.                                           | Малоперещепинський ботанічний заказник загальнодержавного значення (природа)                                                                                                | природа     |           |             |
| 235  | Мала Перещепина с.                                           | Поселення 1 - скіфський час (VII - V ст. до н. е.) (арх.) | археологія  |           |             |
| 236  | Мала Перещепина с.                                           | Поселення 2 - доба бронзи (XVIII - IX ст. до н. е.) (арх.) | археологія  |           |             |
| 237  | Мала Перещепина с.                                           | Поселення 3 - неоліт - енеоліт (V - III тис. до н. е.), доба бронзи (XXII - XVII ст. до н. е.) (арх.)                                                                       | археологія  |           |             |
| 238  | Мала Перещепина с.                                           | Курганний могильник; майдан - пізнє середньовіччя (арх.) | археологія  |           | курган      |
| 239  | Мала Перещепина с.                                           | Курганна група; майдан - пізнє середньовіччя (арх.) | археологія  |           | курган      |
| 240  | Мала Перещепина с.                                           | Курган (арх.) | археологія  |           | курган      |
| 241  | Мала Перещепина с.                                           | Місце знаходження скарбу - поховання кочівника (VII ст. н. е.), пам’ятник хану Кубрату (арх., іст.)                                                                         | археологія  | історія   |             |
| 242  | Мала Перещепина с.                                           | Братська та 38 індивідуальних могил радянських воїнів, жертв фашизму, пам’ятник землякам (іст.)                                                                             | історія     |           | (1941-1945) |
| 243  | Мала Перещепина с.                                           | Могила радянського воїна (іст.) | історія     |           | (1941-1945) |
| 244  | Мала Перещепина с.                                           | Могила жертв фашизму (іст.) | історія     |           | (1941-1945) |
| 245  | Мала Перещепина с.                                           | Пам’ятник Ф. Енгельсу (мист.) | історія     | мистецтво |             |
| 246  | Мала Перещепина с.                                           | Меморіальна дошка на честь М. А. Клименка (іст.) | історія     |           |             |
| 247  | Малі Солонці с.                                              | Курганна група 1 (арх.) | археологія  |           | курган      |
| 248  | Малі Солонці с.                                              | Курганна група 2 (арх.) | археологія  |           | курган      |
| 249  | Малі Солонці с.                                              | Курган 1 (арх.) | археологія  |           | курган      |
| 250  | Малі Солонці с.                                              | Курган 2 (арх.) | археологія  |           | курган      |
| 251  | Малі Солонці с.                                              | Курган 3 (арх.) | археологія  |           | курган      |
| 252  | Малі Солонці с.                                              | Пам’ятник землякам (іст.) | історія     |           | (1941-1945) |
| 253  | Малий Кобелячок с.                                           | Курган 1 (арх.) | археологія  |           | курган      |
| 254  | Малий Кобелячок с.                                           | Курган 2 (арх.) | археологія  |           | курган      |
| 255  | Малий Кобелячок с.                                           | Пам’ятник землякам (іст.) | історія     |           | (1941-1945) |
| 256  | Малий Кобелячок с.                                           | Могила радянського воїна, пам’ятник землякам (іст.) | історія     |           | (1941-1945) |
| 257  | Маньківка с.                                                 | Пам’ятник землякам (іст.) | історія     |           | (1941-1945) |
| 258  | Мар’янівка с.                                                | Курганна група 1 (арх.) | археологія  |           | курган      |
| 259  | Мар’янівка с.                                                | Курганна група 2 (арх.) | археологія  |           | курган      |
| 260  | Маячка с.                                                    | Курганна група, майдан - пізнє середньовіччя (арх.) | археологія  |           | курган      |
| 261  | Маячка с.                                                    | Курган 1 (арх.) | археологія  |           | курган      |
| 262  | Маячка с.                                                    | Курган 2 (арх.) | археологія  |           | курган      |
| 263  | Маячка с.                                                    | Українська оборонна лінія - 30-ті pp. XVIII ст. (арх.) | археологія  |           | фортеця     |
| 264  | Маячка с.                                                    | Фортеця сотенного містечка - кін. XVII -XVIII ст. (арх.) | археологія  |           | фортеця     |
| 265  | Маячка с.                                                    | Пам’ятник землякам (іст.) | історія     |           | (1941-1945) |
| 266  | Маячка с.                                                    | Братська могила червоноармійців та радянських воїнів (іст.) | історія     |           | (1941-1945) |
| 267  | Маячка с.                                                    | Могили жертв Голодомору 1932 - 1933 pp. (іст.) | історія     |           | (1932-1933) |
| 268  | Маячка с.                                                    | Пам’ятник В. І. Леніну (іст.) | історія     |           | ленін       |
| 269  | Маячка с.                                                    | Могила Героя Соціалістичної Праці К. А. Заїки (іст.) | історія     |           | могила      |
| 270  | Маячка с.                                                    | Пам’ятний знак на честь родини Левицьких (іст.) | історія     |           |             |
| 271  | Маячка с.                                                    | Пам’ятний знак - трактор "Універсал" (іст.) | історія     | техніка   |             |
| 272  | Мушина Гребля с.                                             | Курганна група, майдан - пізнє середньовіччя (арх.) | археологія  |           | курган      |
| 273  | Нехвороща с.                                                 | Місцезнаходження 1 - неоліт, катакомбна культура (XX-XVI ст. до н. е.) (арх.)                                                                                               | археологія  |           |             |
| 274  | Нехвороща с.                                                 | Місцезнаходження 2 - неоліт, катакомбна культура (XX-XVI ст. до н. е.) (арх.)                                                                                               | археологія  |           |             |
| 275  | Нехвороща с.                                                 | Курганна група 1 (арх.) | археологія  |           | курган      |
| 276  | Нехвороща с.                                                 | Курганна група 2 (арх.) | археологія  |           | курган      |
| 277  | Нехвороща с.                                                 | Група курганів (арх.) | археологія  |           | курган      |
| 278  | Нехвороща с.                                                 | Курган 1 (арх.) | археологія  |           | курган      |
| 279  | Нехвороща с.                                                 | Курган 2 (арх.) | археологія  |           | курган      |
| 280  | Нехвороща с.                                                 | Українська оборонна лінія - 30-ті pp. XVIII ст. (арх., іст.) | археологія  | історія   | фортеця     |
| 281  | Нехвороща с.                                                 | Васильківська фортеця Української оборонної лінії - 30-ті pp. XVIII ст. (арх.)                                                                                              | археологія  |           | фортеця     |
| 282  | Нехвороща с.                                                 | Місцезнаходження Нехворощанського Успенського Заорільського монастиря XVII - XVIII ст. (іст.)                                                                               | історія     |           | церква      |
| 283  | Нехвороща с.                                                 | Братська могила радянських воїнів, жертв фашизму, пам’ятник землякам 1 (іст.)                                                                                               | історія     |           | (1941-1945) |
| 284  | Нехвороща с.                                                 | Пам’ятник землякам 2 (іст.) | історія     |           | (1941-1945) |
| 285  | Нехвороща с.                                                 | Пам’ятник землякам 3 (іст.) | історія     |           | (1941-1945) |
| 286  | Нехвороща с.                                                 | Пам’ятник землякам 4 (іст.) | історія     |           | (1941-1945) |
| 287  | Нехвороща с.                                                 | Братські могили (12) радянських воїнів (іст.) | історія     |           | (1941-1945) |
| 288  | Нехвороща с.                                                 | Могила радянського воїна (іст.) | історія     |           | (1941-1945) |
| 289  | Нехвороща с.                                                 | Пам’ятник В. І. Леніну 1 (іст.) | історія     |           | ленін       |
| 290  | Нехвороща с.                                                 | Пам’ятник В. І. Леніну 2 (іст.) | історія     |           | ленін       |
| 291  | Нехвороща с.                                                 | Могила Героя Соціалістичної Праці Є. П. Грицай (іст.) | історія     |           | могила      |
| 292  | Нехвороща с.                                                 | Могила Героя Соціалістичної Праці Ф. І. Дігтярь (іст.) | історія     |           | могила      |
| 293  | Нехвороща с.                                                 | Могила Героя Соціалістичної Праці У. Т. Корнієнко (іст.) | історія     |           | могила      |
| 294  | Нехвороща с.                                                 | Могила О. О. Прокевської (іст.) | історія     |           | могила      |
| 295  | Нехвороща с.                                                 | Могила М. А. Пугача (іст.) | історія     |           | могила      |
| 296  | Нехвороща с.                                                 | Могила Героя Соціалістичної Праці М. П. Суковенко (іст.) | історія     |           | могила      |
| 297  | Нехвороща с.                                                 | Могила Героя Соціалістичної Праці П. Л. Харченка (іст.) | історія     |           | могила      |
| 298  | Нехвороща с.                                                 | Могила Героя Соціалістичної Праці С. М. Харченко (іст.) | історія     |           | могила      |
| 299  | Оборона Рад с.                                               | Курган, майдан - пізнє середньовіччя (арх.) | археологія  |           | курган      |
| 300  | Оборона Рад с.                                               | Курган (арх.) | археологія  |           | курган      |
| 301  | Олійники с.                                                  | Курган 1 (арх.) | археологія  |           | курган      |
| 302  | Олійники с.                                                  | Курган 2 (арх.) | археологія  |           | курган      |
| 303  | Пасічне с.                                                   | Курганна група (арх.) | археологія  |           | курган      |
| 304  | Пасічне с.                                                   | Курган (арх.) | археологія  |           | курган      |
| 305  | Писарівка с.                                                 | Поселення - неоліт (V тис. до н. е.), доба бронзи XVIII - IX ст. до н. е.), ранній залізний вік (II ст. н. е.) (арх.)                                                       | археологія  |           |             |
| 306  | Писарівка с.                                                 | Поселення - черняхівська культура (III -V ст. н.е.), ранньослов’янський час (середина - третя чверть І тис. н. е.) (арх.)                                                   | археологія  |           |             |
| 307  | Писарівка с.                                                 | Могильник - черняхівська культура (II - V ст. н. е.) (арх.) | археологія  |           |             |
| 308  | Писарівка с.                                                 | Курганний могильник (арх.) | археологія  |           | курган      |
| 309  | Писарівка с.                                                 | Пам’ятник землякам (іст.) | історія     |           | (1941-1945) |
| 310  | Писарівка с.                                                 | Братська могила Ф. І. Куця та жертв фашизму (іст.) | історія     |           | (1941-1945) |
| 311  | Писарівка с.                                                 | Могила радянського воїна (іст.) | історія     |           | (1941-1945) |
| 312  | Писарівка с.                                                 | Могила Героя Соціалістичної Праці М. І. Миненка (іст.) | історія     |           | могила      |
| 313  | Писарівська, залізнична платформа                            | Поселення - доба бронзи, черняхівська культура (III - V ст.) (арх.) | археологія  |           |             |
| 314  | Писарівська, залізнична платформа                            | Курган (арх.) | археологія  |           | курган      |
| 315  | Пологи с.                                                    | Курганна група (арх.) | археологія  |           | курган      |
| 316  | Пологи с.                                                    | Пам’ятник землякам (іст.) | історія     |           | (1941-1945) |
| 317  | Пологи-Низ с.                                                | Курганна група (арх.) | археологія  |           | курган      |
| 318  | Пологи-Низ с.                                                | Група курганів (арх.) | археологія  |           | курган      |
| 319  | Пологи-Низ с.                                                | Курган 1 (арх.) | археологія  |           | курган      |
| 320  | Пологи-Низ с.                                                | Курган 2 (арх.) | археологія  |           | курган      |
| 321  | Полузір’я с.                                                 | Сьомківщина - загальнозоологічний заказник місцевого значення (природа) | природа     |           |             |
| 322  | Полузір’я с.                                                 | Могила радянського воїна, пам’ятник землякам (іст.) | історія     |           | (1941-1945) |
| 323  | Попове с.                                                    | Курган 1 (арх.) | археологія  |           | курган      |
| 324  | Попове с.                                                    | Курган 2 (арх.) | археологія  |           | курган      |
| 325  | Попове с.                                                    | Курган 3 (арх.) | археологія  |           | курган      |
| 326  | Попове с.                                                    | Пам’ятник землякам (іст.) | історія     |           | (1941-1945) |
| 327  | Попове с.                                                    | Могила радянського воїна П. С. Аврашка (іст.) | історія     |           | (1941-1945) |
| 328  | Попове с.                                                    | Могила радянського воїна С. С. Очеретька (іст.) | історія     |           | (1941-1945) |
| 329  | Попове с.                                                    | Могила радянського воїна (іст.) | історія     |           | (1941-1945) |
| 330  | Попове с.                                                    | Могила радянського воїна (іст.) | історія     |           | (1941-1945) |
| 331  | Попове с.                                                    | Братська могила партизанів громадянської війни (іст.) | історія     |           | (1918-1921) |
| 332  | Попове с.                                                    | Пам’ятний знак жертвам Голодомору 1932-1933 рр. (іст.) | історія     |           | (1932-1933) |
| 333  | Пристанційне с.                                              | Поселення 1 (Малоперещепинське І) - неоліт, доба бронзи, скіфський та ранньослов’янський час (арх.)                                                                         | археологія  |           |             |
| 334  | Пристанційне с.                                              | Поселення 2 (Малоперещепинське II) - неоліт (V - III тис. до н. е.), скіфський час (VI - V ст. до н. е.), черняхівська культура (III - IV ст. н.е.) (арх.)                  | археологія  |           |             |
| 335  | Пристанційне с.                                              | Поселення 3 (Малоперещепинське Ш) - неоліт (V - III тис. до н. е.), черняхівська культура (III - IV ст. н. е.) (арх.)                                                       | археологія  |           |             |
| 336  | Пристанційне с.                                              | Поселення 4 - скіфський час (арх.) | археологія  |           |             |
| 337  | Пристанційне с.                                              | Поселення 5 - скіфський час (арх.) | археологія  |           |             |
| 338  | Пристанційне с.                                              | Пам’ятник землякам 1 (іст.) | історія     |           | (1941-1945) |
| 339  | Пристанційне с.                                              | Пам’ятник землякам 2 (іст.) | історія     |           | (1941-1945) |
| 340  | Пристанційне с.                                              | Братська могила радянських воїнів (іст.) | історія     |           | (1941-1945) |
| 341  | Пристанційне с.                                              | Могила радянського воїна (іст.) | історія     |           | (1941-1945) |
| 342  | Пристанційне с.                                              | Могили (2) радянських воїнів (іст.) | історія     |           | (1941-1945) |
| 343  | Пристанційне с.                                              | Братські могили жертв фашизму (іст.) | історія     |           | (1941-1945) |
| 344  | Пристанційне с.                                              | Пам’ятник жертвам Голодомору 1932 - 1933 рр. | історія     |           | (1932-1933) |
| 345  | Пудли с.                                                     | Поселення - зрубна культура (XVI -XII ст. до н. е.) (арх.) | археологія  |           |             |
| 346  | Рекунівка с.                                                 | Майдан - пізнє середньовіччя (арх.) | археологія  |           | майдан      |
| 347  | Рекунівка с.                                                 | Пам’ятник землякам (іст.) | історія     |           | (1941-1945) |
| 348  | Рекунівка с.                                                 | Могили жертв Голодомору 1932 - 1933 рр. (іст.) | історія     |           | (1932-1933) |
| 349  | Рекунівка с.                                                 | Могила Героя Соціалістичної Праці К. Г. Сафронової (іст.) | історія     |           | могила      |
| 350  | Руденківка с.                                                | Ревазівський гідрологічний заказник місцевого значення (природа) | природа     |           |             |
| 351  | Руденківка с.                                                | Поселення - доба бронзи (арх.) | археологія  |           |             |
| 352  | Руденківка с.                                                | Курганна група 1 (арх.) | археологія  |           | курган      |
| 353  | Руденківка с.                                                | Курганна група 2 (арх.) | археологія  |           | курган      |
| 354  | Руденківка с.                                                | Група курганів 1 (арх.) | археологія  |           | курган      |
| 355  | Руденківка с.                                                | Група курганів 2 (арх.) | археологія  |           | курган      |
| 356  | Руденківка с.                                                | Курган 1 (арх.) | археологія  |           | курган      |
| 357  | Руденківка с.                                                | Курган 2 (арх.) | археологія  |           | курган      |
| 358  | Руденківка с.                                                | Курган 3 (арх.) | археологія  |           | курган      |
| 359  | Руденківка с.                                                | Пам’ятник землякам (іст.) | історія     |           | (1941-1945) |
| 360  | Руденківка с.                                                | Братські могили радянських воїнів (іст.) | історія     |           | (1941-1945) |
| 361  | Руденківка с.                                                | Адміністративний будинок (архітект.) | архітектура |           |             |
| 362  | Рукасі с.                                                    | Селище - скіфський час (арх.) | археологія  |           |             |
| 363  | Рукасі с.                                                    | Курган (арх.) | археологія  |           | курган      |
| 364  | Світлівщина с.                                               | Пам’ятник землякам (іст.) | історія     |           | (1941-1945) |
| 365  | Світлівщина с.                                               | Могили учасників установлення радянської влади (іст.) | історія     |           | (1918-1921) |
| 366  | Скубії с.                                                    | Курган (арх.) | археологія  |           | курган      |
| 367  | Собківка с.                                                  | Група курганів (арх.) | археологія  |           | курган      |
| 368  | Соколова Балка с.                                            | Курган (арх.) | археологія  |           | курган      |
| 369  | Соколова Балка с.                                            | Пам’ятник землякам (іет.) | історія     |           | (1941-1945) |
| 370  | Соколова Балка с.                                            | Могили (2) радянського воїна та вчителя, пам’ятник землякам (іст.) | історія     |           | (1941-1945) |
| 371  | Соколова Балка с.                                            | Пам’яник Т. Г. Шевченку (мист.) | мистецтво   |           | Шевченко    |
| 372  | Соколова Балка с.                                            | Могили жертв Голодомору (іст.) | історія     |           | (1932-1933) |
| 373  | Старі Санжари с.                                             | Городище - ранній залізний вік, середньовіччя (арх.) | археологія  |           |             |
| 374  | Старі Санжари с.                                             | Городище - роменська культура (арх.) | археологія  |           |             |
| 375  | Старі Санжари с.                                             | Городище - сотенне містечко Старі Санжари (XVII-XVIII ст.) (арх.) | археологія  |           |             |
| 376  | Старі Санжари с.                                             | Поселення 1 - неоліт (V - III тис. до н. е.), ямна культура (XXVIII - IX ст. до н. е.). Київська Русь (XII ст.), XVII -XVIII ст. н. е. (арх.)                               | археологія  |           |             |
| 377  | Старі Санжари с.                                             | Поселення 2 - доба бронзи (арх.) | археологія  |           |             |
| 378  | Старі Санжари с.                                             | Селище - скіфський час (VI - V ст. до н. е.), черняхівська культура (IV -V ст. н. е.) (арх.)                                                                                | археологія  |           |             |
| 379  | Старі Санжари с.                                             | Місцезнаходження - ямна культура (арх.) | археологія  |           |             |
| 380  | Старі Санжари с.                                             | Курганний могильник (арх.) | археологія  |           | курган      |
| 381  | Старі Санжари с.                                             | Група курганів (арх.) | археологія  |           | курган      |
| 382  | Старі Санжари с.                                             | Братська могила радянських воїнів, пам’ятник землякам (іст.) | історія     |           | (1941-1945) |
| 383  | Старі Санжари с.                                             | Пам’ятний знак на місці висадки радянського десанту 13 серпня 1943 р. (іст.)                                                                                                | історія     |           | (1941-1945) |
| 384  | Старі Санжари с.                                             | Меморіальна дошка на честь Героя Радянського Союзу І. Г. Решетника (іст.)                                                                                                   | історія     |           |             |
| 385  | Стовбина Долина с.                                           | Курган 1 (арх.) | археологія  |           | курган      |
| 386  | Стовбина Долина с.                                           | Курган 2 (арх.) | археологія  |           | курган      |
| 387  | Стовбина Долина с.                                           | Братська могила радянських воїнів, пам’ятник землякам (іст.) | історія     |           | (1941-1945) |
| 388  | Стовбина Долина с.                                           | Пам’ятний знак жертвам Голодомору 1932 - 1933 рр. (іст.) | історія     |           | (1932-1933) |
| 389  | Стовбина Долина с.                                           | Пам’ятник В. І. Леніну (іст.) | історія     |           | ленін       |
| 390  | Стрижівщина с.                                               | Група курганів (арх.) | археологія  |           | курган      |
| 391  | Судівка с.                                                   | Середній - загальнозоологічний заказник місцевого значення (природа) | природа     |           |             |
| 392  | Судівка с.                                                   | Поселення 1 - черняхівська культура (ПІ -V ст. н. е.) (арх.) | археологія  |           |             |
| 393  | Судівка с.                                                   | Поселення 2 - культура багатоваликової кераміки (XVIII-XVI ст. дон. е.) (арх.)                                                                                              | археологія  |           |             |
| 394  | Судівка с.                                                   | Курган (арх.) | археологія  |           | курган      |
| 395  | Судівка с.                                                   | Пам’ятник землякам (іст.) | історія     |           | (1941-1945) |
| 396  | Судівка с.                                                   | Братська могила радянських воїнів (іст.) | історія     |           | (1941-1945) |
| 397  | Судівка с.                                                   | Могила Н. М. Степового (Тетянка) (іст.) | історія     |           | могила      |
| 398  | Судівка с.                                                   | Могила жертв Голодомору 1932 - 1933 рр. (іст.) | історія     |           | (1932-1933) |
| 399  | Сулими с.                                                    | Курган 1 (арх.) | археологія  |           | курган      |
| 400  | Сулими с.                                                    | Курган 2 (арх.) | археологія  |           | курган      |
| 401  | Сулими с.                                                    | Курган 3 (арх.) | археологія  |           | курган      |
| 402  | Супротивна Балка с.                                          | Група курганів (арх.) | археологія  |           | курган      |
| 403  | Супротивна Балка с.                                          | Курган (арх.) | археологія  |           | курган      |
| 404  | Супротивна Балка с.                                          | Майдан - пізнє середньовіччя (арх.) | археологія  |           | майдан      |
| 405  | Супротивна Балка с.                                          | Пам’ятник землякам (іст.) | історія     |           | (1941-1945) |
| 406  | Суха Маячка с.                                               | Група курганів (арх.) | археологія  |           | курган      |
| 407  | Суха Маячка с.                                               | Братська могила учасників установлення радянської влади, радянських воїнів, пам’ятник землякам (іст.)                                                                       | історія     |           | (1941-1945) |
| 408  | Суха Маячка с.                                               | Пам’ятник В. І. Леніну (іст) | історія     |           | ленін       |
| 409  | Ткаченкове, залізнична платформа                             | Поселення - неоліт (XV - III тис. до н. е.), доба бронзи (XVIII - IX ст. до н.е.), скіфський час (VIII - I ст. до н. е.), черняхівська культура (III - IV ст. н. е.) (арх.) | археологія  |           |             |
| 410  | Шедієве с.                                                   | Шедієве - гідрологічний заказник місцевого значення (природа) | природа     |           |             |
| 411  | Шедієве с.                                                   | Курган 1 (арх.) | археологія  |           | курган      |
| 412  | Шедієве с.                                                   | Курган 2 (арх.) | археологія  |           | курган      |
| 413  | Шедієве с.                                                   | Курган 3 (арх.) | археологія  |           | курган      |
| 414  | Шедієве с.                                                   | Курган 4 (арх.) | археологія  |           | курган      |
| 415  | Шедієве с.                                                   | Курган 5 (арх.) | археологія  |           | курган      |
| 416  | Шедієве с.                                                   | Пам’ятник землякам (іст.) | історія     |           | (1941-1945) |
| 417  | Шедієве с.                                                   | Пам’ятний знак жертвам Голодомору 1932 - 1933 рр. (іст.) | історія     |           | (1932-1933) |
| 418  | Шедієве с.                                                   | Пам’ятний знак на честь перебування в селі Т. Г. Шевченка (іст.) | історія     |           | Шевченко    |
| 419  | Шовкопляси с.                                                | Курган (арх.) | археологія  |           | курган      |
| 420  | Шовкопляси с.                                                | Пам’ятник землякам (іст.) | історія     |           | (1941-1945) |
| 421  | Шпортьки с.                                                  | Братська могила радянських воїнів, пам’ятник землякам (іст.) | історія     |           | (1941-1945) |